# Vyšné Ružbachy
Vyšné Ružbachy é um município da Eslováquia, situado no distrito de Stará Ľubovňa, na região de Prešov. Tem 17,96 km² de área e sua população em 2018 foi estimada em 1.426 habitantes.

## Demografia
| Ano:        | 1994 | 2004    | 2014   | 2024   |
| ----------- | ---- | ------- | ------ | ------ |
| Broj ljudi: | 1164 | 1296    | 1403   | 1443   |
| Razlika:    |      | +11,34% | +8,25% | +2,85% |

| Ano:               | 2023 | 2024   |
| ------------------ | ---- | ------ |
| Número de pessoas: | 1420 | 1443   |
| Diferença:         |      | +1,61% |